# Куртинайтене, Даля
 Даля Неринга Куртинайтене (лит. Dalia Neringa Kurtinaitienė; род. 15 апреля 1966, Каунас) — литовская баскетболистка, выступавшая в амплуа защитника. Чемпионка Европы 1997, награждена Орденом Великого князя Литовского Гядиминаса III степени.

## Биография
Даля Куртинайтене воспитанница каунасской школы баскетбола, выступала за «Политехнику» и «Бангос» в соревнованиях первой лиги СССР. В это время привлекалась в состав юниорской сборной СССР, с которой выиграла серебряные медали чемпионата Европы в Испании (1984). После выхода литовских клубов из соревнований Советского Союза Даля покидает Литву и переезжает в сильнейший клуб Чехословакии «ЖБК Ружомберок». С этим клубом баскетболистка выигрывает три чемпионата ЧССР, а затем и 2 титула чемпионата Словакии. В сезоне 1992/93 в Евролиге ФИБА словацкий клуб участвовал в «Финале четырёх», где занял 4-е место, а Куртинайтене вошла в пятёрку бомбардиров евротурнира с показателем — 18,8 очков в среднем за матч (лучшая в команде).
После пяти лет в Словакии Даля возвращается на родину и играет за вильнюсский «Лайсве», откуда она получает приглашение на первый чемпионат Европы для вновь созданной сборной Литвы. С 1996 по 1997 год баскетболистка играет в Австрии и выигрывает титул национального чемпионата.
В 1997 году Куртинайтене участвует в чемпионате Европы в качестве капитана сборной. На том «золотом» первенстве Даля отыграла все 8 игр, при этом набрала 98 очков (4 показатель в команде). Особо ей удался полуфинальный матч со сборной Германией, где она набрала 17 очков и сделала 5 подборов.
После первенства Европы подписывает контракт с одним из сильнейших венгерских клубов «ДЕШЕВ-Ринга» из Шопрона, где её опять ждал успех: в чемпионате Венгрии и кубке Л.Ронкетти. В финальных матчах еврокубка (1997/98) Куртинайтене внесла ощутимый вклад в победу над французским «Экс-ан-Провансом» — в первом матче набрала 11 очков и сделала 2 подбора, во втором 17 очков и 6 подборов. По итогам турнира она набрала в среднем за матч 14,2 очка (2 показатель в команде).
В 1998 году Даля со своими подругами по сборной «дебютирует» на чемпионате мира в Германии и занимает почётное 6-е место.
После венгерского чемпионата Даля вновь уезжает в Австрию, где и заканчивает свою баскетбольную карьеру на мажорной ноте, в очередной раз став чемпионкой национального чемпионата. Во время австрийского периода баскетболистка ещё два раза участвует в чемпионатах Европы за сборную Литвы (1999 и 2001).
После завершения игроцкой карьеры Куртинайтене переключилась на тренерскую деятельность. С 2006 по 2007 год, по приглашению Марины Ткаченко, она помощник главного тренера сборной Украины. С 2008 года Даля входит в тренерский штаб сборной Литвы, куда её в своё время позвал Альгирдас Паулаускас..

### Статистика выступлений за сборную Литвы (средний показатель)
| Сборная | Сезон | Место | Чемпионат | Чемпионат | Чемпионат | Чемпионат |
| Сборная | Сезон | Место | Игр       | Очк       | Подб      | Перед     |
| ------- | ----- | ----- | --------- | --------- | --------- | --------- |
| ЧМ      | 1998  | 6     | 9         | 8,0       | 2,9       | 1,2       |
| ЧЕ      | 1995  | 6     | 7         | 3,3       | 2,1       | 0,1       |
| ЧЕ      | 1997  | 1     | 8         | 12,3      | 4,6       | 0,5       |
| ЧЕ      | 1999  | 6     | 7         | 5,3       | 2,7       | 1,6       |
| ЧЕ      | 2001  | 4     | 4         | 1,5       | 1,1       | 0,9       |

## Достижения
- Чемпион Европы: 1997
- Серебряный призёр чемпионата Европы среди юниорок: 1984
- Обладатель кубка Л.Ронкетти: 1998
- Чемпион Чехословакии: 1991, 1992,1993
- Чемпион Словакии: 1994, 1995
- Чемпион Австрии: 1997, 2003
- Чемпион Венгрии: 1999
- Серебряный призёр чемпионата Венгрии: 1998
- Победитель Балтийской лиги: 1996